# Nant
Nant település Franciaországban, Aveyron megyében. Lakosainak száma 1017 fő (2022. január 1.). Nant La Cavalerie, La Couvertoirade, L’Hospitalet-du-Larzac, Millau, La Roque-Sainte-Marguerite, Saint-Jean-du-Bruel, Sauclières, Causse-Bégon, Lanuéjols, Revens és Trèves községekkel határos.

## Népesség
A település népességének változása:
| Lakosok száma | 1016 | 972  | 773  | 907  | 936  | 964  | 1004 | 998  | 992  | 1017 |
|               | 1968 | 1982 | 1990 | 2006 | 2013 | 2015 | 2017 | 2019 | 2020 | 2022 |